# El cim (pel·lícula)
El cim (títol original, La cima) és una pel·lícula dramàtica del 2022 dirigida per Ibon Cormenzana. El film parteix d'un argument original del mateix Cormenzana i està escrita per Nerea Castro. S'ha doblat al català per TV3.
És una producció d'Arcadia Motion Pictures, Aixerrota Films, LAZONA Producciones, Dorothy Films AIE, en coproducció amb Noodles Production, i compta amb la participació de Televisió de Catalunya i EITB.

## Sinopsi
En Mateo s'enfronta per primera vegada a la muntanya més perillosa del planeta, l'Annapurna, amb el repte d'arribar fins al cim i complir així una antiga promesa. Un accident durant l'ascens el deixa inconscient i greument ferit. Hores més tard és rescatat per la Ione, una alpinista experimentada que passa l'hivern en un refugi, sola i allunyada del món. Tot i que no entén les raons que han portat en Mateo fins allà, la Ione intentarà ajudar-lo a aconseguir la seva fita.

## Repartiment
- Javier Rey: Mateo
- Blanca Apilánez: Teresa
- Kandido Uranga: Manuel
- Patricia López Arnaiz: Ione
- Kishan Adhikari: Ankaji
- Roda: Lurra
- Immanuel Kabuhung: Andy
- Nacho Segorbe: Xerpa 1
- Narcís Villa: Xerpa 2